# Једност
Једност или једноћа (грч. ἕνωσις [], лат. unum, енгл. Oneness) је филозофски концепт који означава одсуство мноштва и подељености. То је својство онога што је једно и у себи не садржи никакву могућност различности. Једност је идентитет у метафизичком и онтолошком смислу и значи да је биће неподељено у себи.
Старогрчки филозофи су трагали за једним почелом којим би објаснили појавни свет. Према Аристотелу „једним се назива оно што није раздељено и уколико није раздељено." Највиши стадијум је супстанцијална једноћа (unum per se), у бићима која су збиљски (actu) једно биће и не многа бића, која су само акцидентално уједињена. У акциденталној једноћи (unum per accidens) биће је такође уједињено, али није у себи једна супстанција. Средњовековни исламски филозоф Ибн Араби употребљава израз једност (Ehadijje) за чисту бит. Најпотпунија манифестација једности у свемиру јесте човек кад урони у своју бит (zāt). У савременој филозофији се често износи мишљење да јединство као категорија објективног света има свој извор и узор у јединству свести, односно груписању доживљаја око једног »ја«.
У духовном смислу једност означава одсуство граница које поставља его. Стара зен мудрост гласи: „ако ћутимо, једно смо; ако говоримо, двоје смо“. Према неким духовним традицијама једност је доживљај потпуног јединства са бићем или богом.
| „                   | У мноштвености је другост, несличност и различитост. У Богу је господу, једном и јединственом, истоветност, једноставност и подобност. Стога ономе који се није изузео из мноштвености није безбедно да себи намеће созерцање Бога... Опасно је говорењем настојати исказати неисказиво, јер исказана реч подразумева подвојеност и мноштвеност. То је једино могућно у души безгласној, у тихотном созерцању, пошто је у нераздељивом а не у мноштвеном васпостављена једност. | ” |
| — Максим Исповедник | |   |

У религији се концепт једности Бога назива монотеизам. Исламски концепт једности Бога, који се донекле развио као реакција на хришћанско Тројство, се назива тевхид.
Бахаи вера проповеда једност Бога, религије и човечанства.